# Guillermo Aróstegui
Guillermo Aróstegui (Callao, Perú; 6 de junio de 1910 - 27 de noviembre de 1986). Fue un futbolista peruano que se desempeñaba como puntero izquierdo. Sus padres fueron Guillermo Herminio Arostegui Valdez (1872-1954) y Elvira Dolores Arrese Saldarriaga (1872-1960), era hermano de Enrique Aróstegui.

## Trayectoria
Fue juvenil en Sport Boys Association. Luego parte del plantel que consiguió el primer ascenso del club a Primera División. Luego jugando partidos que serian futuros clásicos.
Siendo después campeón con Sport Boys Association en el Campeonato Peruano de Fútbol de 1935 y en el Campeonato Peruano de Fútbol de 1937.
Falleció en la mañana del 27 de noviembre de 1986 a los 76 años en el distrito limeño de San Miguel. Estuvo casado con Inés María Frías Orz (1914-1982) desde el 29 de noviembre de 1965.

## Clubes
| Club                   | País | Temporada |
| ---------------------- | ---- | --------- |
| Sport Boys             | Perú | 1929-1937 |
| Club Atlético Chalaco  | Perú | 1938-1940 |
| Sport Boys Association | Perú | 1944-1945 |
| Club Carlos Concha     | Perú | 1947      |

## Palmarés

### Como jugador

#### Campeonatos nacionales
| Título                    | Club                   | País | Año  |
| ------------------------- | ---------------------- | ---- | ---- |
| Tercera División          | Sport Boys Association | Perú | 1930 |
| Segunda División          | Sport Boys Association | Perú | 1931 |
| Primera División del Perú | Sport Boys Association | Perú | 1935 |
| Primera División del Perú | Sport Boys Association | Perú | 1937 |